# Tormenta (cantante)
Liliana Esther Maturano (Buenos Aires, 15 de diciembre de 1952), conocida artísticamente como Tormenta, es una cantante, compositora, presentadora y actriz argentina. Pionera en ser unas de las primeras mujeres en cantar rock en su país, se inició profesionalmente a los 17 años con la publicación de su primer éxito Cebando Mate con la orquesta de Horacio Malvicino, en un sencillo que publicó con el sello discográfico RCA en 1969. En el mismo año de su debut discográfico participó en el programa Sótano Beat, que se comenzó a emitir por Canal 13 el lunes 6 de octubre de 1969.
Su mayores éxitos son «Adiós, chico de mi barrio», «Brindo por ti y por mi», «Vuelve padre sol», «Por favor me siento sola,» «Cebando mate», «Si como fuera ayer», «Desde el abismo», entre otros.

## Biografía
Nació en el barrio porteño de Mataderos, un 15 de diciembre de 1952. Cuando tenía 4 años su familia se mudó a Paso del Rey, en el oeste del conurbano bonaerense. Su padre, Héctor Maturano, fue boxeador, consagrándose campeón latinoamericano de peso mediopesado en 1946. Su madre, Esther De Moura Pinheiro, cantaba muy bien y había sido cantante de serenatas en Portugal, antes de migrar a América, y su padre tocaba la armónica. Su familia se completaba con su hermana mayor, Silvia Maturano.
Desde niña le gustaba cantar y componer canciones, pero no imaginaba una carrera profesional. Estudió dos años de piano y comenzó a cantar y componer a sus 12 años. Fue estudiante abanderada en el colegio primario, Escuela N.º 18, de Paso del Rey, y primera escolta en el secundario José Hernández, de la misma localidad, estudios que abandonó cuando comenzó su carrera artística.

### Carrera artística

#### Años 1970
A comienzos de 1969, Víctor Heredia, también de Paso del Rey, ya dedicado a la música profesional y conocedor de empresas discográficas la presenta en RCA Victor. Ahí da una prueba musical frente al director artístico Mario Pizurno y es contratada automáticamente. Es en ese momento que Pizurno la bautiza profesionalmente con el seudónimo de Tormenta, por su carácter rebelde e idealista. Le asignan como productor a Yacko Zeller, quien tiene el ojo y la experiencia necesarios para elegir entre todas las canciones que ella escribía sus primeros grandes éxitos.
A fines de 1969, con solo 16 años, salió su primer sencillo, "Cebando Mate", con arreglos del talentoso director Horacio Malvicino. En poco tiempo se instaló a la cabeza de las listas de venta de discos, llegando a vender aproximadamente 450 000 unidades.
Es la primera cantante argentina que vendió discos al igual que los más destacados intérpretes masculinos de la época como Sandro, Leo Dan, Palito Ortega, etc. Venció el mito de esa época, que se decía que las mujeres no vendían discos, y abrió caminos para otras que vinieron después.
Comenzó a presentarse en la televisión argentina, en programas como Sábados circulares, de Pipo Mancera, Casino Phillips, Sótano beat, Alta Tensión, entre otros. Su popularidad crecía y comenzaba a ser una referente para su generación.
Luego de "Cebando mate" siguió "Muchacho de blue jeans" y fue con su tercer sencillo, "Adiós, chico de mi barrio", que llegó su consagración internacional, ya que esta canción fue un enorme éxito en toda América Latina.
Es invitada al Festival de Viña del Mar, en Chile, viaja a Colombia, Perú, Ecuador, Panamá, Bolivia, las comunidades latinas de Estados Unidos y Europa, países que sigue visitando con sus giras y shows.
Los éxitos siguen, ahora en dupla de composición con Mariano Barabino, con el que escriben «Vagabundo vuelve», «Vuelve padre sol», «Como una chica y un muchacho», «Brindo por ti y por mi», «Por aquellos días de nuestro ayer,» «Por favor, me siento sola», «Promesas son promesas», «Lágrimas por tu recuerdo» y muchos más.
En sus primeros años 8 años de carrera en RCA Victor Tormenta vendió más de cinco millones de discos.
En 1978, firma con el sello Microfón, que la relanza con una promoción absoluta, así aparece el álbum Si fuera como ayer, del simple 293-4432.
Debuta en cine en la película Los éxitos del amor, estrenada el 1 de marzo de 1979 dirigida por Fernando Siro, en una coproducción del sello cinematográfico Aries, Baires y Microfón, para promover a sus artistas, como Cacho Castaña, Alberto Cortez, Manolo Galván, Katunga, Diana María, Camilo Sesto, Franco Simone, entre otros. 
Tormenta Interpreta en este film la canción «Medianoche contigo».
El éxito de la película y de su banda sonora (álbum Microfón SE-60.042), hacen de estas producciones una saga de películas. En La carpa del amor, estrenada el 5 de julio de 1979 y dirigida por Julio Porter (álbum SEL-70.012), Tormenta canta, y hace un pequeño rol de actriz. A esta película le sigue el estreno de La discoteca del amor del 7 de agosto de 1980 y dirigida por Adolfo Aristarain.
Su compañía Microfón, la publicita con su rostro, como artista exclusiva y usando el lema “Tormenta, la creadora de un estilo diferente”.

#### Años 1980
En 1980 graba el tema de la película Desde el abismo que escribe con Mariano Barabino, un drama de Fernando Ayala, que muestra la historia de una mujer alcohólica, interpretada por Thelma Biral.
En 1981, aparece el álbum Confidencia de una mujer (grabado en 1980), con composiciones como: “Como vivir sin ti” (simple 542-4681), “Cuando fuimos amantes” (simple 579-4718), “Ámame de veras” y el simple 4753 “Que no me llamen tu mujer”, canción que fue prohibida por el gobierno militar ya que la letra trataba la historia de una mujer que se rebelaba contra su marido y abandonaba el hogar en busca de otras oportunidades afectivas.
En 1981, Tormenta se presenta en el stand en la Feria de la Música, de su sello Microfón.
Trabaja en cine Las vacaciones del amor (1981) y el mismo año, con letra de su autoría y la música de Lalo Schifrin, graba Los viernes de la eternidad, tema que interpreta para la película del mismo nombre, protagonizada nuevamente por Thelma Biral.
En 1982, aparece el álbum Palabras para un hombre, álbum con más poesías en sus composiciones, como: “Para tus ojos de mar”, “Una carta en al distancia”, “Vuelan golondrinas hacia el mar”, “El arte de vivir” y una canción autobiográfica, “Tiempo de inocencia”.
En 1983, reúne en un álbum canciones muy famosas, como “La boheme” de Charles Aznavour, “Poema de amor” de Joan Manuel Serrat y “El lago de los cisnes” de Piotr Chaikovski, y otras de su propia autoría.
En 1984, aparece el álbum "Tormenta", o también conocido como: "Ven, ven", que contiene, entre otras canciones: “Mientras pasan los años” y el éxito “¿Por qué me habrás besado?”, también editado en el simple 4886, a dúo con el cantante español Manolo Galván. El dueto realiza una presentación en el teatro Astros de Buenos Aires, los 21 y 22 de septiembre de 1984, con el lanzamiento de un álbum compartido, que recopila los éxitos de ambos cantantes.
En 1985, el productor discográfico Mario Kaminsky toma la iniciativa de hacer un disco a beneficio, juntando en una sola canción a estrellas consagradas de la música. Esa canción sería llamada “Argentina es nuestro hogar”. Es así como se graba un álbum y un vídeo promocional, participando Tormenta junto a más de 35 artistas, Leo Dan, Víctor Heredia, César Isella, Jairo, Palito Ortega Sandro y muchos más.
Tormenta lanzó su álbum “Es toda tuya”. Su corte promocional es “Adiós, dijimos adiós”, tema con el que graba el primer vídeo individual de su carrera, este álbum que fue disco de oro.
En 1986 graba Amante de un Día, tema que da título a su nuevo álbum con el que gana el disco de oro y de platino por ventas, que además incluía el tema: “Aquellos fueron los días”.
En 1987 aparece su álbum Amor de mujer, con canciones como «Para amarnos más» y «Por este amor de mujer», disco de oro y platino también. Presentado en el teatro Astros el 9 y el 10 de octubre de 1987.
En 1988 deja Microfón, para ser artista exclusiva de CBS (hoy Sony Music), donde graba el álbum “Dando el alma” con diez canciones que incluyen, entre otras, “Secretos de amantes” y “Bailaré, bailarás”, Donde fue presentado en el Teatro Ópera el día viernes 18 y Sábado 19 de noviembre de 1988
El 2 de noviembre de 1988 se unen en la campaña “Todos juntos por la vida” varios cantantes del momento. La campaña se realiza en el “Encuentro por la vida”, evento transmitido por ATC, desde el teatro Cervantes que une a Tormenta con otros cantantes de renombre como Néstor Fabián, Valeria Lynch, Paz Martínez, Violeta Rivas, Sandro, María Martha Serra Lima y José Ángel Trelles, los cuales interpretan junto a la Orquesta Sinfónica Nacional, el tema “El quinto jinete del Apocalipsis”.
En 1989 Tormenta contrae matrimonio, y graba el álbum Por siempre y para siempre.

### Años 1990
En 1990 continua con sus giras por Argentina Ecuador y Colombia. 
Tormenta graba el álbum "Fiesta en el universo", que incluye canciones como “Qué ganas de amarlo”, “Noches de pasión”, “La vida empieza hoy”, “Lluvia de verano”.
En Buenos Aires, realiza dos conciertos en el teatro Astral, con 10 músicos, coro y sonidos computarizados producidos por Mariano Barabino.
Cuando, a principios de los años 1990 desaparece el disco de vinilo en Argentina, las anteriores compañías discográficas de Tormenta editan una gran variedad de recopilaciones, en casete, y luego en CD. 
CBS/Columbia, edita el último trabajo de Tormenta en esa compañía, titulado Recuerdos.
En 1992 se aleja 8 meses de la actividad musical, por encontrarse embarazada, y graba un nuevo CD, en su nueva compañía discográfica, Leader Music. Nace Micaela, su hija.
En 1993 presenta el álbum Celebrando el amor, con el que promueve el tema “Piensa en mí”.
En marzo de 1993 conduce su propio programa, llamado El show, que se transmite por televisión por cable.
En 1994 aparece el álbum titulado Hechizo de verano. A fines de 1994 realiza recitales en la calle Corrientes, en el teatro Picadilly con motivo de sus 25 años de carrera.
En 1996 aparece su nuevo trabajo Canciones inolvidables, con 12 versiones de clásicos de la música popular: “He sabido que te amaba” (tema de Luigi Tenco), “Un beso y una flor” (del español Nino Bravo), o “La orilla blanca, la orilla negra” (de Iva Zanicchi).
En 1997 participa de un homenaje a Gilda (cantante fallecida en un accidente automovilístico), compartiendo el escenario del teatro Astros con estrellas de la música tropical. Tormenta graba Esta noche seré tuya, tema que le entrega Toti Giménez (esposo de Gilda), a la que ella le escribe la letra respetando la idea original del título, que la misma Gilda le había puesto antes de morir.
En 1998 aparece Paraíso, un trabajo completamente distinto en su carrera, donde se aleja momentáneamente de la balada, siendo un álbum bailable casi en su totalidad.
En 1999 lanza un CD doble llamado Mi historia,álbum que fue disco de oro.

### Años 2000
En el 2000, Tormenta continúa presentando su CD doble Mi historia con el que logra así un nuevo disco de oro para su larga colección de premios.
Aparece un nuevo trabajo del cantante Guillermo Guido, quien festeja quince años con la música, con el lanzamiento de un CD de duetos, titulado Mujeres, en el mismo participan destacadas voces femeninas como Manuela Bravo, Silvana Di Lorenzo, María Graña, Valeria Lynch y Tormenta, con la que Guido graba la canción “Abrázame fuerte”.
En el 2001 conduce un nuevo programa de televisión denominado Divina noche. También viaja a Colombia y Ecuador, donde realiza 20 galas. Recorre en gira el interior de Argentina.
En agosto de 2002, regresa de una gira por España y finaliza la grabación de un nuevo CD, que será lanzado en 2003.
En septiembre de 2002, viaja a Europa nuevamente, más precisamente a España donde le ofrecen editar sus producciones discográficas para el público de ese país.
En el año 2003, aparece nuevo CD Bendiciones. Y es la primera vez que en la portada de un disco aparece su nombre verdadero, Liliana Maturano.
En agosto de 2004 regresa a la calle Corrientes, actuando en el teatro Astros junto al cantante Manolo Galván, con quien ya había realizado conciertos en 1984 en el mismo teatro.
Durante el transcurso de esta década se concentra en sus giras, hay un renacimiento de la música retro en el mundo y se intensifican sus viajes y presentaciones para el público latino.
Realiza varias giras a España (Madrid, Barcelona, Valencia, Pamplona, Ibiza, Murcia, Lorca, etc.); Italia (Roma, Milán y Génova); Alemania (Bonn y Hamburgo) también París, Bruselas, Estocolmo, Lucerna y Zúrich.
También recorrió varias veces en gira EE. UU. cantando en New York, Miami, Tampa, Orlando, Chicago, New Jersey, Houston, Atlanta y Los Ángeles.
Sus presentaciones en el Coliseo "Ruminahui" de la ciudad de Quito en Ecuador son históricas, lo mismo que en la Plaza de Toros "La Macarena" de Medellín.
Tormenta es llamada por Sandro Muñoz, conductor icónico de la emisora La voz de Colombia Bésame, "La reina de la feria" por ser la artista que más veces se ha presentado en "La Feria de las Flores" en esa ciudad colombiana. 
Se reencuentra con el público chileno en dos giras a nivel nacional por los "Casinos Dreams". También Bolivia y Perú siempre están presentes en su agenda de shows.

### Años 2010
Vuelve en el año 2010 a la televisión conduciendo junto con Rubén Matos "Si fuera como ayer" en Canal 26 con producción de María Marta Di Fonzo.
Desde 2015 Tormenta sigue con sus presentaciones personales en Argentina, Latinoamérica, EE. UU. y Europa; conduce "La música de tu vida" por "Argentinísima Satelital" con la compañía de Rubén Matos, trabaja grabando un álbum con arreglos de Mariano Barabino y Emilio Valle y prepara los festejos para el año 2019 donde cumplió 50 años de carrera, sus bodas de oro con la música.

## Discografía
Álbumes y compilatorios
- 1970: Tormenta - RCA VICTOR
- 1971: Adiós, chico de mi barrio - RCA VICTOR
- 1972: Como una chica y un muchacho - RCA VICTOR
- 1974: Tormenta - RCA VICTOR
- 1975: Tormenta - RCA VICTOR
- 1978: Si fuera como ayer - MICROFON ARGENTINA S.A.
- 1981: Confidencias de una mujer - MICROFON ARGENTINA S.A.
- 1982: Palabras para un hombre - MICROFON ARGENTINA S.A.
- 1983: Amantes eternos - MICROFON ARGENTINA S.A.
- 1984: Tormenta - MICROFON ARGENTINA S.A.
- 1984: Club del Cassette - Tormenta - MICROFON ARGENTINA S.A.
- 1984: ¿Por qué me habrás besado? - Con Manolo Galván - MICROFON ARGENTINA S.A.
- 1985: Es toda tuya - MICROFON ARGENTINA S.A.
- 1986: Amante de un día - MICROFON ARGENTINA S.A.
- 1986: Los grandes éxitos de Tormenta - MICROFON ARGENTINA S.A.
- 1987: Amor de mujer - MICROFON ARGENTINA S.A.
- 1988: Aquellos fueron los días - MICROFON ARGENTINA S.A.
- 1988: Dando el alma - CBS
- 1988: Frente a frente - Tormenta - Violeta Rivas - MICROFON ARGENTINA S.A.
- 1989: Por siempre y para siempre - CBS
- 1990: Fiesta en el universo - CBS
- 1991: Recuerdos - COLUMBIA
- 1993: Celebrando el amor - LEADER MUSIC
- 1994: Hechizo de verano - LEADER MUSIC
- 1994: 20 Super éxitos - SONY MUSIC
- 1996: Canciones inolvidables - LEADER MUSIC
- 1996: Tormenta 20 Éxitos - BMG ARIOLA DE COLOMBIA S.A.
- 1996: 20 Grandes éxitos - SONY MUSIC
- 1997: Tormenta - Serie 20 Éxitos - BMG ARIOLA ARGENTINA S.A.
- 1998: Paraíso - LEADER MUSIC
- 2000: Mis mejores 30 canciones - SONY MUSIC
- 2003: Bendiciones - DIGITAL RECORDING
- 2003: Mi historia Vol. 1 - LEADER MUSIC
- 2003: Mi historia Vol. 2 - LEADER MUSIC
- 2004: 20 Secretos de amor - BMG
- 2004: Inolvidables RCA: 20 Grandes Éxitos - SONY MUSIC
- 2006: Canciones inéditas - No incluidas en álbumes - NO EDITADO COMERCIALMENTE
- 2006: Clásicos del corazón - PRO COM S.R.L.
- 2007: Mis 30 mejores canciones - SONY MUSIC
- 2007: 20 Grandes Éxitos - LEADER MUSIC
- 2007: Tormenta en vivo en el Teatro Premier DVD - PRO COM S.R.L.
- 2007: Tormenta CD + DVD - YA MÚSICA
- 2007: 20 Secretos de amor Vol. 2 - BMG
- 2010: 20 Superéxitos Originales
- 2010: 40 Años, 40 canciones - LEADER MUSIC
- 2011: Serie 20 Éxitos - SONY MUSIC
- 2013: Música de todos con Tormenta - TELECLIC
- 2013: Mis 20 éxitos - DISCOS FUENTES
- 2013: Tormenta - PROEL MUSIC
- 2013: Beto Orlando / Tormenta - Mejor imposible - PROEL MUSIC
- 2015: Mi vida es un concierto - LEADER MUSIC

## Cine
- 1979: Los éxitos del amor
- 1979: La carpa del amor como "Teresa"
- 1980: La discoteca del amor
- 1981: Las vacaciones del amor

Canciones de su autoría que aparecen en:
- 1980: Desde el Abismo
- 1981: Los Viernes De La Eternidad
- 1999: Comisario Ferro
- 2001: Y Tu Mamá También

## Televisión
| Programas | Programas            | Programas                            | Programas  |
| Año       | Título               | Canal                                | Rol        |
| --------- | -------------------- | ------------------------------------ | ---------- |
| 1993      | El Show              | Latin Lover (Canal exclusivo de VCC) | Conductora |
| 2001      | Divina Noche         | Plus Satelital                       | Conductora |
| 2010      | Si Fuera Como Ayer   | CN23/Canal 26                        | Conductora |
| 2015-2020 | La Música De Tu Vida | Argentinisima Satelital              | Conductora |